# Тереля, Ирина Леонидовна
Ирина Тереля (урожд. Тараненко, укр. Ірина Леонідівна Тараненко-Тереля; род. 31 марта 1966, Дергачи, Харьковская область) — советская и украинская лыжница, бронзовый призёр чемпионата мира 1999 года.

## Спортивная карьера
Тренировалась у Галины Глазко и Галины Елисеевой.
Высшим достижением Ирины Тереля-Тараненко является бронзовая медаль в гонке преследования на 15 км на чемпионате мира 1999 года в Рамзау.
Ирина Тереля-Тараненко трижды участвовала в Зимних Олимпийских играх 1994, 1998 и 2002 годов. На Олимпийских игр 1998 в Нагано Ирина дважды была в шаге от пьедестала, занимая 4-е места на дистанции 15 км и в гонке преследования.
Чемпионка СССР 1988 в эстафете.